# Papyrus Oxyrhynchus 69
Dit overzicht is mogelijk incompleet; u kunt helpen door het uit te breiden.
Papyrus Oxyrhynchus 69 (P. Oxy. 69) is een manuscript dat dateert uit de tweede eeuw. Het is geschreven met Griekse hoofdletters op papyrus.  Het omvat de aangifte van een roofoverval.
De gehele Papyrus Oxyrhynchus 69 bestaat uit een blad (178 x 115 mm). Het manuscript werd in 1897 door Grenfell en Hunt in Oxyrhynchus ontdekt. De tekst ervan werd een jaar later door hen gepubliceerd.
Het handschrift bevindt zich in de Universiteit van Chicago (Haskell Oriental Institute 2061).